# ISO 3166-2:BF
ISO 3166-2:BF és el subconjunt per a Burkina Faso de l'estàndard ISO 3166-2, publicat per l'Organització Internacional per Estandardització (ISO) que defineix els codis de les principals subdivisions administratives.
Actualment per a Burkina Faso, l'estàndard ISO 3166-2, està format per dos nivells de subdivisions:
- 13 regions
- 45 províncies

Cada codi es compon de dues parts, separades per un guió. La primera part és BF, el codi ISO 3166-1 alfa-2 per a Burkina Faso. La segona part pot ser:
- Dos dígits (01–13): regions
- Tres lletres: províncies

## Codis actuals
Els noms de les subdivisions estan llistades segons l'ISO 3166-2 publicat per la "ISO 3166 Maintenance Agency" (ISO 3166/MA).

### Regions
| Codi  | Nom de la subdivisió (fr) |
| ----- | ------------------------- |
| BF-01 | Boucle du Mouhoun         |
| BF-02 | Cascades                  |
| BF-03 | Centre                    |
| BF-04 | Centre-Est                |
| BF-05 | Centre-Nord               |
| BF-06 | Centre-Ouest              |
| BF-07 | Centre-Sud                |
| BF-08 | Est                       |
| BF-09 | Hauts-Bassins             |
| BF-10 | Nord                      |
| BF-11 | Plateau-Central           |
| BF-12 | Sahel                     |
| BF-13 | Sud-Ouest                 |

### Províncies
| Codi   | Nom de la subdivisió | Dins de la regió |
| ------ | -------------------- | ---------------- |
| BF-BAL | Balé                 | 01               |
| BF-BAM | Bam                  | 05               |
| BF-BAN | Banwa                | 01               |
| BF-BAZ | Bazèga               | 07               |
| BF-BGR | Bougouriba           | 13               |
| BF-BLG | Boulgou              | 04               |
| BF-BLK | Boulkiemdé           | 06               |
| BF-COM | Comoé                | 02               |
| BF-GAN | Ganzourgou           | 11               |
| BF-GNA | Gnagna               | 08               |
| BF-GOU | Gourma               | 08               |
| BF-HOU | Houet                | 09               |
| BF-IOB | Ioba                 | 13               |
| BF-KAD | Kadiogo              | 03               |
| BF-KEN | Kénédougou           | 09               |
| BF-KMD | Komondjari           | 08               |
| BF-KMP | Kompienga            | 08               |
| BF-KOS | Kossi                | 01               |
| BF-KOP | Koulpélogo           | 04               |
| BF-KOT | Kouritenga           | 04               |
| BF-KOW | Kourwéogo            | 11               |
| BF-LER | Léraba               | 02               |
| BF-LOR | Loroum               | 10               |
| BF-MOU | Mouhoun              | 01               |
| BF-NAO | Nahouri              | 07               |
| BF-NAM | Namentenga           | 05               |
| BF-NAY | Nayala               | 01               |
| BF-NOU | Noumbiel             | 13               |
| BF-OUB | Oubritenga           | 11               |
| BF-OUD | Oudalan              | 12               |
| BF-PAS | Passoré              | 10               |
| BF-PON | Poni                 | 13               |
| BF-SNG | Sanguié              | 06               |
| BF-SMT | Sanmatenga           | 05               |
| BF-SEN | Séno                 | 12               |
| BF-SIS | Sissili              | 06               |
| BF-SOM | Soum                 | 12               |
| BF-SOR | Sourou               | 01               |
| BF-TAP | Tapoa                | 08               |
| BF-TUI | Tui                  | 09               |
| BF-YAG | Yagha                | 12               |
| BF-YAT | Yatenga              | 10               |
| BF-ZIR | Ziro                 | 06               |
| BF-ZON | Zondoma              | 10               |
| BF-ZOU | Zoundwéogo           | 07               |